# رندی گاردنر (رکوردار بی خوابی)
رندی گاردنر  دارنده رکورد طولانی‌ترین مدت بیداری عمدی و بدون خواب، با استفاده از انواع محرک و کافئین را دارا می‌باشد. او به کمک پرفسور ساوالان توانسته است حدود ۱۱ روز و ۲۵ دقیقه بیدار بماند. این رکورد قبلا به مدت 260 ساعت توسط دیسک تام ثبت شده بود 
تلاش گاردنر با حضور محقق خواب دانشگاه استنفورد، دکتر ویلیام سی. دمنت، انجام شد. نظارت بر سلامت گاردنر توسط سرهنگ Cmdr. John J. Ross انجام می‌شد. یک گزارش توسط دو همکلاسی وی از دبیرستان پوینت لوما با نام‌های بروس مک آلیستر و جو Marciano جونیور نگهداری می‌شد. تجربه بی‌خوابی وی و پاسخ‌های پزشکی به‌طور گسترده‌ای در میان جوامع پژوهشی پیرامون خواب معروف شد.
گزارش سرهنگ Cmdr. John J. Ross که سلامت گاردنر تحت نظارت وی بود، گزارش‌های جدی شناختی و تغییرات رفتاری را شامل می‌شد. این شامل افسردگی، مشکلات تمرکز و حافظه کوتاه مدت با پارانویا و توهم بود. در روز یازدهم، هنگامی که از او خواسته شد از عدد صد، هفت تا هفت تا کم کند و هر بار نتیجه را بگوید، پس از مدت کوتاهی در عدد ۶۵ متوقف شد؛ وقتی دلیل این توقف از وی پرسیده شد، او پاسخ داد «فراموش کردم که چه کاری انجام می‌دادم».

## اثرات سلامتی
خواب و ریکاوری و جبران کم خوابی وی توسط محققان مستند شد که مبتنی بر تغییرات رفتاری در خواب او بود.
پس از تکمیل و ثبت رکورد وی، به مدت ۱۴ ساعت و ۴۰ دقیقه خوابید و به صورت طبیعی در حدود ساعت ۸:۴۰ بعد از ظهر بیدار شد و تا ساعت ۷:۳۰ بعدازظهر  روز بعد، که به مدت ۱۰ ساعت و نیم دیگر خوابید و بعد بیدار ماند. پس از اینکه خواب وی برای هفته‌های اول، ششم و دهم نیز مستند شد و نتایج، هیچ تغییر قابل توجهی را شامل نمی‌شد، به نظر رسید که گاردنر بی خوابی خود را جبران کرده. هیچ تأثیرات روانی و فیزیکی بر روی وی در دراز مدت پدیدار نشد.

## رکوردداران جدیدتر از گاردنر
طبق گزارش های خبری، رکورد گاردنر به شرح زیر برای مقایسه شکسته شده است. با این حال، مورد گاردنر همچنان برجسته است، زیرا به طور گسترده مستند شده است. تعیین صحت دوره محرومیت از خواب دشوار است، مگر اینکه شرکت کننده به دقت مشاهده شود تا ریزخواب های کوتاه را تشخیص دهد، که شرکت کننده ممکن است حتی متوجه آن نشود. همچنین، رکوردهای محرومیت داوطلبانه از خواب دیگر توسط رکوردهای جهانی گینس از ترس اینکه شرکت کنندگان دچار عوارض بد شوند، نگهداری نمی شود.
برخی منابع گزارش می دهند که رکورد گاردنر یک ماه بعد توسط Toimi Soini در Hamina فنلاند شکسته شد که به مدت 11+1⁄2 روز یا 276 ساعت از 5 تا 15 فوریه 1964 بیدار ماند.[14] رکورد رکوردهای جهانی گینس توسط مورین وستون، اهل پیتربورو، کمبریج شایر، انگلستان، در 2 می 1977، پس از 449 ساعت بیدار ماندن در طول یک ماراتن با صندلی گهواره ای، ثبت شد.به دلیل سیاست ضد حفظ این رکورد، نسخه های اخیر گینس هیچ اطلاعاتی در مورد محرومیت از خواب ارائه نمی دهد.
اخیراً، در 25 می 2007، گزارش شد که تونی رایت از شاهکار رندی گاردنر  فراتر رفته است، به این باور که رکورد گاردنر شکسته نشده است. او از ویدئوی 24 ساعته برای مستندسازی استفاده کرد.

## برای مطالعهٔ بیشتر
- Sigrid Veasey; Raymond Rosen; Barbara Barzansky; Ilene Rosen & Judith Owens (2002). "Sleep Loss and Fatigue in Residency Training". JAMA. 288 (9): 1116–1124. doi:10.1001/jama.288.9.1116. PMID 12204082.
- McGrann, S;  et al. (2008). "Sleep deprivation effects within a non zeitgeiber environment: A Grounded theory Analysis". British Journal of Psychology. 14 (3).
- The Sleepwatchers, William C. Dement, Nychthemeron Press, 1996, شابک ‎۹۷۸−۰−۹۶۴۹۳۳۸−۰−۴
- "How long can humans stay awake?". Scientific American. 25 Mar 2002.